# Alexeter notatus
Alexeter notatus là một loài tò vò trong họ Ichneumonidae.